# ParkCity Live
ParkCity Live is een muziekfestival dat sinds 2010 jaarlijks in de Nederlands Limburgse stad Heerlen wordt georganiseerd. Het festival vindt plaats eind juni of begin juli in de buurt Bekkerveld en bestaat uit twee dagen en telde alleen in 2023 drie dagen. Het festival was in 2024 uitverkocht met 35.000 bezoekers.
Het festival vulde lange tijd het gat toen het festival Booch? in de jaren 2015 tot en met 2022 niet werd georganiseerd. In 2020 en 2021 werden vanwege de coronapandemie beide festivals niet georganiseerd.

## Edities

### 2010
26-27 juni
- The Scene, Ilse DeLange, De Jeugd van Tegenwoordig, Kane, Di-Rect, Novastar, Miss Montreal, Alain Clark, Ellen ten Damme, Alphabeat, Kraak & Smaak, Vive la Fête

### 2011
2-3 juli
- Beth Hart, De Jeugd van Tegenwoordig, Kane, DeWolff, Moke, Milow, Roel van Velzen, Typhoon, The Opposites, Black Box Revelation, Waylon, Caro Emerald, Ali B

### 2012
23-24 juni
- Within Temptation, Heideroosjes, Peter Pan Speedrock, Delain, DeWolff, Ilse DeLange, Miss Montreal, Kraantje Pappie, Memphis Maniacs, De Kraaien, The Deaf

### 2013
niet georganiseerd

### 2014
5-6 juli
- Golden Earring, De Staat, Racoon, Kensington, Rowwen Hèze, The Opposites, Memphis Maniacs, Ali B, The Kik, Douwe Bob, Blaudzun

### 2015
11-12 juli
- Within Temptation, Kensington, Rowwen Hèze, DeWolff, Jett Rebel, Fresku, The Common Linnets, Roger Hodgson, Mister and Mississippi, Kenny B

### 2016
16-17 juli
- UB40, Racoon, Kensington, BLØF, Typhoon, Dotan, Sharon Kovacs, Lucas Hamming

### 2017
8-9 juli
- Flogging Molly, Golden Earring, De Staat, De Jeugd van Tegenwoordig, Typhoon, Blaudzun, Douwe Bob, La Pegatina, Broederliefde, The Ten Bells

### 2018
30 juni-1 juli
- Nena, Anouk, Racoon, Guus Meeuwis, Chef'Special, Waylon, Miss Montreal, My Baby, La Pegatina, Kraantje Pappie

### 2019
29-30 juni
- Within Temtation, De Jeugd van Tegenwoordig, Di-Rect, Ilse DeLange, DeWolff, De Dijk, Roger Hodgson, Afrojack, Fischer-Z, Lil' Kleine, Boef

### 2022
16-17 juli
- Anouk, Krezip, Rowwen Hèze, BLØF, Typhoon, Clouseau, Danny Vera, Mr. Polska, Snelle, Goldband, La Fuente, Lucas & Steve, Phil Bee

### 2023
30 juni, 1-2 juli
- Within Temptation, Triggerfinger, Goose, Son Mieux, Davina Michelle, Snelle, Bankzitters, Tower of Power

### 2024
29-30 juni
- Level 42, Joost Klein, Di-Rect, Nile Rodgers, 2 Unlimited, Chef'Special, Claude, Lotte Walda